# Liste der brasilianischen Botschafter in der Elfenbeinküste
Die brasilianische Botschaft befindet sich in der 22. Etage des Immeuble Alpha 2000 in Abidjan.
| Ernannt       | Name                                      | Bemerkungen | Mensagem Senado Federal | im Senat des Nationalkongress vorgestellt am | ernannt von               | akkreditiert während der Regierung von: | Posten verlassen |
| ------------- | ----------------------------------------- | --- | ----------------------- | -------------------------------------------- | ------------------------- | --------------------------------------- | ---------------- |
| 1969          | Walter Werhs                              | Geschäftsträger |                         |                                              | Aurélio de Lira Tavares   | Félix Houphouët-Boigny                  |                  |
| 1969          | Francisco Hermógenes de Paula             | Geschäftsträger |                         |                                              | Aurélio de Lira Tavares   | Félix Houphouët-Boigny                  |                  |
| 21. Juli 1969 | Paulo Campos de Oliveira                  | |                         |                                              | Aurélio de Lira Tavares   | Félix Houphouët-Boigny                  | 26. Mai 1971     |
| 1971          | Paulo Alfonso Souza dos Santos            | Geschäftsträger |                         |                                              | Aurélio de Lira Tavares   | Félix Houphouët-Boigny                  |                  |
| 25. Sep. 1971 | Fernando Cesar de Bittencourt Berenguer   | |                         |                                              | Aurélio de Lira Tavares   | Félix Houphouët-Boigny                  | 20. Apr. 1973    |
| 1975          | Marcos Antonio de Salvo Coimbra           | |                         |                                              | Ernesto Geisel            | Félix Houphouët-Boigny                  |                  |
| 1978          | Octávio Rainho da Silva Neves             | gleichzeitig bei den Regierungen in Freetown (Sierra Leone) und Ouagadougou (Burkina Faso) akkreditiert. |                         |                                              | Ernesto Geisel            | Félix Houphouët-Boigny                  | 1979             |
| 1986          | Ernesto Ferreira de Carvalho              | |                         |                                              | José Sarney               | Félix Houphouët-Boigny                  |                  |
| 29. Nov. 1988 | Italo Miguel Alexandre Mastrogiovanni     | [ 1 ] | MSF 223 de 1988         |                                              | José Sarney               | Félix Houphouët-Boigny                  |                  |
| 22. Aug. 1990 | Italo Miguel Alexandre Mastrogiovanni     | Auch zum Botschafter in Bamako ernannt. | MSF 80 de 1990          |                                              | Fernando Collor de Mello  | Alassane Ouattara                       |                  |
| 30. Dez. 2003 | Fausto Orlando Campello Coelho            | Auch zum Botschafter in Bamako ernannt. | MSF 191 de 2002         | 9. Dez. 2003                                 | Luiz Inácio Lula da Silva | Seydou Diarra                           |                  |
| 15. Apr. 2008 | Maria Auxiliadora Figueiredo              | Tochter von Maria Antónia Fileni Figueiredo und Mauro Barbosa Figueiredo, (* 10. Januar 1950 in Areado, Minas Gerais) Auch zur Botschafterin bei den Regierungen in Monrovia und Freetown ernannt. 1. März 2005 Generalkonsulin in Lagos. | MSF 275 de 2007         | 1. Apr. 2008                                 | Luiz Inácio Lula da Silva | Guillaume Soro                          |                  |
| 16. Dez. 2011 | Alfredo José Cavalcanti Jordão de Camargo | (* 17. März 1957 in São Paulo) Sohn von Myrtes Cavalcanti Jordão de Camargo und José Antonio Correa Jordão 1988–1990: Geschäftsträger in Kinshasa 1994–1999: Geschäftsträger in Windhoek.                                                 | MSF 137 de 2011         | 7. März 2012                                 | Dilma Rousseff            | Regierung Ahoussou-Kouadio              |                  |